# Krybende læbeløs
Krybende læbeløs (Ajuga reptans) er en 5-40 cm høj, flerårig urt med rosetstillede blade, der findes i løvskov. Frøene bliver spredt af myrer.

## Beskrivelse
De lidt rynkede, men også blanke og hårløse blade er ovale til ægformede med hel eller svagt takket rand. Fra midten af rosetten dannes lodrette, blomsterbærende skud med modsatte blade, som er blålige oppe under blomsterstanden.
Blomsterne er samlet ved enden af skuddet i et opret aks. De enkelte blomster er blå og uregelmæssige. Fra bladrosetten dannes der udløbere med mange små rosetter. Hver af disse rosetter slår rod og danner nye planter. Frøene modner godt og spirer villigt.
Rodnettet er kraftigt og trævlet. Planten udvikler en slags jordtræthed, sådan at gamle bladrosetter visner bort og efterlader nøgne pletter. 
Højde x bredde og årlig tilvækst: 0,25 × 0,25 m (25 × 25 cm/år), udløberne ikke medregnet. 9 planter dækker 1 m² på et år. Disse mål kan fx bruges til beregning af planteafstande, når arten anvendes som kulturplante.

## Voksested
Arten er udbredt i Nordafrika, Lilleasien, Mellemøsten, Kaukasus og det meste af Europa. I Danmark findes den mest i de østlige landsdele, hvor jorden er frugtbar. Planten gror på fugtig og næringsrig bund i lyse løvskove og på enge overalt i Danmark.
I engene langs Holsted Å findes arten i græssede partier sammen med bl.a. bukkeblad, engkabbeleje, engkarse, engnellikerod, kærstar, majgøgeurt, nikkende star, smalbladet kæruld, topstar, trævlekrone og tykskulpet brøndkarse
| Portal | Portal:Botanik |

## Note
1. ↑   Inge Nagstrup: Naturen i Holsted Kommune